# 특수공작원 아이언맨
특수공작원 아이언맨(Cover up)는 1984년부터 1985년까지 미국에서 방영된 CBS 드라마이다.

## 한국판 성우진(MBC)
- 박기량 - 하퍼(존 에릭 핵섬) / 스트라이커(앤서니 해밀턴)
- 정희선 - 다니(제니퍼 오닐)